# Teresa Lubomirska
Teresa Lubomirska (1er janvier 1685-6 janvier 1712), princesse polonaise, membre de la famille Lubomirski.

## Biographie
Teresa Lubomirska est la fille de Józef Karol Lubomirski et de Teofila Ludwika Zasławska (en)

## Mariage et descendance
Elle est l'épouse de Charles III Philippe du Palatinat. Ils ont deux enfants :
- Teofilia Elżbieta (1703–1705)
- Anna Elżbieta Teofilia (1709–1712)

## Sources
- (en) Cet article est partiellement ou en totalité issu de l’article de Wikipédia en anglais intitulé « Teresa Lubomirska » (voir la liste des auteurs).

- (pl) Cet article est partiellement ou en totalité issu de l’article de Wikipédia en polonais intitulé « Teresa Lubomirska (1693-1729) » (voir la liste des auteurs).